# Chilioara Tisei, Hust
Chilioara Tisei (în ucraineană Крива, transliterat: Krîva, în maghiară Tiszakirva) este o comună în raionul Hust, regiunea Transcarpatia, Ucraina, formată numai din satul de reședință.

## Demografie
Componența lingvistică a comunei Chilioara Tisei
     Ucraineană (98,9%)
     Rusă (1,03%)
Conform recensământului din 2001, majoritatea populației comunei Chilioara Tisei era vorbitoare de ucraineană (98,9%), existând în minoritate și vorbitori de rusă (1,03%).